# عقرب‌های دریایی اردویسین
عقرب‌های دریایی اردویسین (نام علمی: Carcinosomatidae) نام یک خانواده از راسته کژدم‌های دریایی است.